# 安房直子
安房直子（日语：／ Awa Naoko，1943年1月5日—1993年2月25日），婚后名峰岸直子，但主要以本名创作，以本名闻名。日本兒童文學作家，丈夫是横滨国立大学教授峰岸明。她出生于东京，1965年毕业于日本女子大学。《狐狸的窗户》曾被收入1992年版日本小学教材。1993年因肺炎病逝，享壽50歲。